# Số điện thoại ở Nga
Số điện thoại ở Nga nằm trong kế hoạch đánh số thống nhất với Kazakhstan, cả hai đều có chung mã quốc tế +7. Trong lịch sử, +7 được sử dụng làm quốc gia gọi mã cho tất cả Liên Xô. Sau khi Liên Xô tan rã, tất cả các nước cộng hòa cũ của nó, dành dụm cho Nga và Kazakhstan, đã chuyển sang mã quốc gia mới. Sau Abkhazia ly khai từ Gruzia, Abkhazia chuyển sang các mã điện thoại Nga +7 840 cho điện thoại cố định và +7 940 dành cho điện thoại di động, mặc dù nó vẫn có thể đạt được thông qua mã điện thoại Gruzia 995 44.  Sau khi sáp nhập của Krym bởi Liên bang Nga, Cộng hòa Krym cũng đã chuyển sang mã điện thoại Nga +7 974 cho điện thoại di động và +7 869 cho điện thoại cố định ở Sevastopol và +7 365 cho điện thoại cố định tại Cộng hòa Krym kể từ ngày 7 tháng 5 năm 2015.
Nga sử dụng kế hoạch quay số mở bốn cấp (địa phương, khu vực, quốc gia, quốc tế). Các nhà quản lý viễn thông địa phương đã lên kế hoạch từ bỏ hệ thống này và thay đổi kế hoạch quay số kín ở tất cả các cấp vào năm 2009, nhưng đã hoãn việc chuyển đổi cho đến năm 2010, sau đó được đẩy thêm một lần nữa cho đến năm 2012  và cuối cùng được phê duyệt để thực hiện trong giai đoạn này giai đoạn 2020-2025. Hiện tại, tất cả các số thuê bao quốc gia bao gồm 10 chữ số (không bao gồm bất kỳ tiền tố nào), với 3 chữ số cho mã vùng và số riêng gồm 7 chữ số bao gồm mã vùng (tối đa 2 chữ số).

## Mã vùng

### Bảng mã vùng
| Chữ số đầu tiên của mã | Định tuyến đến                                                                                    |
| ---------------------- | ------------------------------------------------------------------------------------------------- |
| 0                      | Không được sử dụng (khoảng cách xa và tiền tố quốc tế)                                            |
| 1                      | Không được sử dụng (đối với các dịch vụ đặc biệt)                                                 |
| 2                      | Dành riêng (để sử dụng chung với Kazakhstan)                                                      |
| 3                      | Mã địa lý                                                                                         |
| 4                      | Mã địa lý                                                                                         |
| 5                      | Dành riêng                                                                                        |
| 6                      | Được sử dụng cho các số trong Kazakhstan                                                          |
| 7                      | Được sử dụng cho các số trong Kazakhstan                                                          |
| 8                      | Mã địa lý, Phí cầu đường và Đường dây thanh toán (để sử dụng phổ biến với Kazakhstan và Abkhazia) |
| 9                      | Điện thoại di động, GSM và đường dây thanh toán (mã 940 dành cho điện thoại di động Abkhazia)     |

### Danh sách mã của từng vùng
| Vùng                             | Mã vùng  | Mã cũ (không hoạt động) |
| -------------------------------- | -------- | ----------------------- |
| Cộng hòa Adygea                  | 877      |                         |
| Altai Krai                       | 387      |                         |
| Cộng hòa Altai                   | 388      |                         |
| Amur                             | 416      |                         |
| Arkhangelsk và Khu tự trị Nenets | 818      |                         |
| Astrakhan                        | 851      |                         |
| Bashkortostan                    | 347      |                         |
| Belgorod                         | 472      | 072                     |
| Bryansk                          | 483      | 083                     |
| Buryatia                         | 301      |                         |
| Vladimir                         | 492      | 092                     |
| Volgograd                        | 844      |                         |
| Vologda                          | 813, 820 |                         |
| Voronezh                         | 473      | 073                     |
| Dagestan                         | 872      |                         |
| Tỉnh tự trị Do Thái              | 426      |                         |
| Sverdlovsk                       | 343      |                         |
| Ivanovo                          | 493      | 093                     |
| Cộng hòa Ingushetia              | 873      |                         |
| Irkutsk                          | 395      |                         |
| Cộng hòa Kabardino-Balkaria      | 866      |                         |
| Kaliningrad                      | 401      | 011                     |
| Cộng hòa Kalmykia                | 847      |                         |
| Kaluga                           | 484      | 084                     |
| Kamchatka Krai                   | 415      |                         |
| Cộng hòa Karachay–Cherkessia     | 878      |                         |
| Cộng hòa Karelia                 | 814      |                         |
| Kemerovo                         | 384      |                         |
| Kirov                            | 833      |                         |
| Cộng hòa Komi                    | 821      |                         |
| Kostroma                         | 494      | 094                     |
| Krasnodar Krai                   | 861, 862 |                         |
| Krasnoyarsk Krai                 | 391      |                         |
| Kurgan                           | 352      |                         |
| Kursk                            | 471      | 071                     |
| Leningrad                        | 813      |                         |
| Lipetsk                          | 474      | 074                     |
| Magadan                          | 413      |                         |
| Mari El                          | 836      |                         |
| Mordovia                         | 834      |                         |
| Thành phố Moskva                 | 495, 499 | 095                     |
| Moskva                           | 496, 498 | 096                     |
| Murmansk                         | 815      |                         |
| Nizhny Novgorod                  | 831      |                         |
| Novgorod                         | 816      |                         |
| Novosibirsk                      | 383      |                         |
| Omsk                             | 381      |                         |
| Orenburg                         | 353      |                         |
| Oryol                            | 486      | 086                     |
| Penza                            | 841      |                         |
| Perm Krai                        | 342      |                         |
| Primorsky Krai                   | 423      |                         |
| Pskov                            | 811      |                         |
| Rostov                           | 863      |                         |
| Ryazan                           | 491      | 091                     |
| Samara                           | 846, 848 |                         |
| Sankt Peterburg                  | 812      |                         |
| Saratov                          | 845      |                         |
| Sakhalin                         | 424      |                         |
| Bắc Ossetia-Alania               | 867      |                         |
| Smolensk                         | 481      | 081                     |
| Stavropol Krai                   | 865, 879 |                         |
| Tambov                           | 475      | 075                     |
| Tatarstan                        | 843, 855 |                         |
| Tver                             | 482      | 082                     |
| Tomsk                            | 382      |                         |
| Tula                             | 487      | 087                     |
| Tyva (Tuva)                      | 394      |                         |
| Tyumen                           | 345      |                         |
| Udmurtia                         | 341      |                         |
| Ulyanovsk                        | 842      |                         |
| Khabarovsk Krai                  | 421      |                         |
| Khakassia                        | 390      |                         |
| Khantia-Mansia                   | 346      |                         |
| Chelyabinsk                      | 351      |                         |
| Cộng hòa Chechnya                | 871      |                         |
| Zabaykalsky Krai                 | 302      |                         |
| Cộng hòa Chuvashia               | 835      |                         |
| Khu tự trị Chukotka              | 427      |                         |
| Cộng hòa Sakha (Yakutia)         | 411      |                         |
| Yamalo-Nenets                    | 349      |                         |
| Yaroslavl                        | 485      | 085                     |

## Mã dịch vụ
| Mã      | Dịch vụ                          |
| ------- | -------------------------------- |
| 800     | FPH: Miễn phí điện thoại         |
| 862     | FPH: Đã sửa                      |
| 801     | AAB: Thanh toán thay thế tự động |
| 802     | CCC: Gọi thẻ tín dụng            |
| 803     | VOT: Truyền hình                 |
| 804     | UAN: Số truy cập toàn cầu        |
| 805     | PCC: Gọi thẻ trả trước           |
| 806     | ACC: Gọi thẻ tài khoản           |
| 807     | VPN: Mạng riêng ảo               |
| 808     | UPT: Phổ cập cá nhân             |
| 809     | PRM: Tỷ lệ phí bảo hiểm          |
| 881–899 | Dành riêng                       |
| 970     | Dịch vụ truyền dữ liệu           |
| 971     | Dịch vụ điện thoại               |